# Olivia Schough
Olivia Alma Charlotta Schough (IPA: /sku:g/, "Skog"), född 11 mars 1991 i Vanered i Drängsereds församling och uppväxt i Drängsered, Halland, är en svensk fotbollsspelare. Från och med 2025 spelar hon för Inter.
Schough blev utnämnd till Årets Falkenbergare 2021.

## Klubbkarriär
Olivia Schoughs moderklubb är Torup/Rydö FF. Hon spelade som junior även för Ullareds IK.
År 2009 spelade hon i Falkenbergs FF som vann Division 2 och kvalificerade sig för Söderettan. Schough vann skytteligan i Division 2 med 19 mål. Sedan blev det spel i Kopparbergs/Göteborg FC 2009-2013.
Säsongen 2014 blev strulig för Olivia Schough: första halvan av säsongen 2014 spelade hon för Bayern München. I juli 2014 skrev hon på ett kontrakt fram till november 2014 med ryska Rossijanka.
Efter rysslandsäventyret skrev Schough på för Eskilstuna United DFF 2015. Där blev hon en av lagets nyckelspelare fram till säsongen 2017.
I januari 2018 meddelade hon att hon var klar för en comeback i Kopparbergs/Göteborg FC. I januari 2019 gick Schough till Djurgårdens IF, där hon skrev på ett tvåårskontrakt.
I december 2020 värvades Schough av FC Rosengård, där hon skrev på ett tvåårskontrakt. I oktober 2021 blev Olivia Schough svensk mästare för första gången när FC Rosengård säkrade guldet borta mot Piteå. Schough gjorde även matchens första mål.  I mars 2022 förlängde hon sitt kontrakt i klubben fram över säsongen 2025.
I början av 2025 offentliggjordes Schougs övergång till italienska Inter.

## Landslagskarriär
Olivia Schough togs ut till det svenska landslaget och deltog med ett par inhopp i Algarve Cup i mars 2013. Hon landslagsdebuterade den 6 mars 2013 i en 1–1-match mot Kina.
Olivia Schough blev historisk som den snabbaste målskytten någonsin i landslaget när hon i EM-kvalet mot Moldavien den 17 september 2015 gjorde mål efter 16 sekunders spel.. 
Hon gjorde det viktiga 1-1 målet mot Nederländerna den 9 mars 2016. Det målet betydde att landslaget var klart för OS i Rio samma år, som resulterade i ett OS-silver.
I maj 2019 blev Schough uttagen till Sveriges trupp som deltog i Världsmästerskapet i fotboll 2019.

## Familj
Schough är en av fyra döttrar till Bertil Schough, musiker, artist och veteran i Falkenbergsrevyn. Hon är sambo med Caroline Seger.

## Meriter
- VM 2019, 2023
- OS 2016, 2020
- Damallsvenskan 2021, svensk mästare
- Damallsvenskan 2022, svensk mästare
- Damallsvenskan 2024, svensk mästare
- Svenska Cupen 2022, svensk cupmästare